# James H. Lane
James Henry Lane (28. juli 1833 – 21. september 1907) var en amerikansk universitetsprofessor og konfødereret general under den amerikanske borgerkrig.
Anses for at være faderen bag Virginia Polytechnic Institute and State University og har lagt navn til universitetets ældste bygning, Lane Hall, og Lane Stadium.

## Tidlige år
Lane blev født i Mathews i Virginia. Han tog eksamen fra Virginia Military Institute (VMI) i 1854 og University of Virginia i 1857. Han var professor i matematik på VMI og derpå i naturvidenskab på North Carolina Military Institute indtil begyndelsen af Borgerkrigen.

## Borgerkrigen
Lane blev udnævnt til major i den konfødererede arme og tildelt 1. North Carolina Infantry regiment den 11. maj 1861. Forfremmelserne fulgte hurtigt, og han var oberst og leder af 28. North Carolina den 15. september. I Syvdagesslaget i 1862 blev han såret to gange mens han førte sit regiment. Han gjorde tjeneste i generalmajor A.P. Hills division i Stonewall Jacksons 2. Korps i Army of Northern Virginia under Andet slag ved Bull Run og fik sin egen brigade i slaget ved Antietam. Han blev forfremmet til brigadegeneral den 1. november 1862, og overtog ledelsen af 2. brigade i William Dorsey Penders division i Hills 3. Korps i Army of Northern Virginia året efter i maj, ved begyndelsen til Gettysburg kampagnen.
I Slaget ved Gettysburg, var Lanes brigade i kamp på førstedagen (1. juli 1863) og Lane overtog kortvarigt kommandoen over Penders division efter at denne var blevet dødeligt såret på 2. dagen. Han blev erstattet som divisionskommandør med generalmajor Isaac R. Trimble og vendte tilbage til at lede sin brigade i Pickett's Charge, hvor han blev såret, da hans hest blev skudt bort under ham. I løbet af 3-dages slaget led hans brigade tab på næsten 40 %.
I 1864 fortsatte Lane med at lede en brigade gennem Overland kampagnen og Belejringen af Petersburg. Den 2. april i Slaget ved Cold Harbor, blev han såret i skridtet. I februar og marts 1865 førte han Cadmus M. Wilcox's division. Han fortsatte med at gøre tjeneste under Appomattox kampagnen, hvor han blev frigivet fra Appomattox Court House efter Robert E. Lees overgivelse den 9. april.

## Efter krigen
Efter overgivelsen tog Lane tilbage til sine forældre, hvor han boede i nogle måneder. Han lånte 150$ og tog til Concord i North Carolina, hvor han åbnede en skole. I 1868 vendte han tilbage til Richmond, Virginia, hvor han fik bygget en skole. Han fungerede som skolens inspektør i nogle år. Den 13. september 1869 giftede han sig med Charlotte Meade, som var en langvarig ven.
Lane vendte tilbage til universitetslivet som professor i bygningsingeniørvidenskab, kemi og militær taktik ved Virginia Agricultural and Mechanical College (VAMC)—grundlagt i 1872 og ændret navn til Virginia Polytechnic Institute (VPI) i 1896—og fra 1881 omtrent til sin død var han professor i bygningsingeniørvidenskab ved Alabama Polytechnic Institute, der nu kaldes Auburn University.
Lane var den første kommandant for Virginia Tech's kadetkorps på VAMC. Inden han trak sig tilbage havde han et sammenstød med universitetets præsident Charles Minor, som ønskede at rent militære begrænsninger skulle fjernes.
Lane døde i Auburn, Alabama, og han ligger begravet der på Pine Hill Cemetery ved siden af sin kone.

## Eksterne kilder
- Auburn University brevsamling